# Rebecca Holloway
Rebecca Holloway (* 25. August 1995 in Nailsea, Somerset, England) ist eine nordirische Fußballspielerin. Sie steht derzeit beim Racing Louisville FC unter Vertrag und spielte 2021 erstmals für die A-Nationalmannschaft.

## Karriere

### Vereine
Rebecca Holloway begann im Alter von fünf Jahren damit, Fußball zu spielen. Sie spielte zunächst für die Nailsea Boys und später für Clevedon Town. Schließlich spielte sie bei Bristol City Academy, wo sie vom späteren englischen Nationaltrainer Mark Sampson trainiert wurde.
Im Jahr 2015 ging Holloway in die Vereinigten Staaten und studierte an der Cumberland University. Währenddessen spielte sie für Cumberland Phoenix.
2019 spielte Holloway in der Women’s Premier Soccer League für Nashville Rhythm. In den insgesamt elf Spielen, in denen sie zum Einsatz kam, erzielte sie ein Tor. Am 24. Juli 2019 kehrte sie nach England zurück und unterschrieb einen Vertrag beim Erstligisten Birmingham City LFC. Den Vertrag verlängerte sie am 19. Juli 2021 für die Saison 2021/22. Schließlich zahlte der Racing Louisville FC am 31. März 2022 eine Ablösesumme und verpflichtete Holloway für zwei Jahre.

### Nationalmannschaft
Holloway spielte zunächst für die nordirische U-19-Mannschaft. Sie wurde zwar zu Trainingslagern der nordirischen Nationalmannschaft eingeladen, konnte an diesen aufgrund ihres Studiums in den Vereinigten Staaten jedoch nicht teilnehmen. Im August 2019 wurde Holloway dann für die Spiele gegen Norwegen und Wales im Rahmen der Qualifikation zur Fußball-Europameisterschaft der Frauen 2022 in die Nationalmannschaft einberufen, kam jedoch nicht zum Einsatz. Ihr erstes Spiel für die Nationalmannschaft absolvierte sie erst am 9. April 2021, als Nordirland im Rahmen der EM-Qualifikation in den Play-offs gegen die Ukraine antreten musste. Da Demi Vance verletzt war, kam sie im Hin- und Rückspiel jeweils über die gesamten 90 Minuten zum Einsatz. Nordirland gelang schließlich die erstmalige Qualifikation für ein bedeutendes Turnier im internationalen Frauenfußball. Bei der Fußball-Europameisterschaft der Frauen 2022 kam sie in allen drei Vorrundenspielen zum Einsatz, wobei sie zweimal von Beginn an spielte und einmal eingewechselt wurde.